# Bert van Vlaanderen
Albert « Bert » van Vlaanderen (né le 25 novembre 1964 à Tienhoven) est un athlète néerlandais spécialiste du marathon.

## Carrière

### Palmarès
| Date | Compétition           | Lieu      | Résultat | Performance     |
| ---- | --------------------- | --------- | -------- | --------------- |
| 1992 | Jeux olympiques d'été | Barcelone | 15e      | 2 h 15 min 47 s |
| 1993 | Championnats du monde | Stuttgart | 3e       | 2 h 15 min 12 s |
| 1996 | Jeux olympiques d'été | Atlanta   | 45e      | 2 h 20 min 48 s |

### Records
| Épreuve  | Performance     | Lieu      | Date          |
| -------- | --------------- | --------- | ------------- |
| Marathon | 2 h 10 min 27 s | Rotterdam | 19 avril 1998 |